# Kim Sung-jae
Kim Sung-jae (김성재?, 金成宰?, Gim Seong-jaeLR,  Kim Sǒng-chaeMR; Seul, 18 aprile 1972 – Seul, 20 novembre 1995) è stato un cantante, modello e ballerino sudcoreano, ex membro del famoso duo hip hop dei primi anni '90 Deux.

## Carriera
Il 19 novembre 1995, Kim pubblicò un album studio solista intitolato As I Speak. Tuttavia, il giorno successivo all'esibizione di debutto del disco sul canale televisivo SBS, Kim morì all'età di 23 anni. Secondo i referti della polizia, la morte fu causata da un attacco cardiaco, dovuto ad un'overdose unita al lavoro troppo intenso. La sua fidanzata fu arrestata con l'accusa di presunto omicidio, ma fu poi rilasciata per scarsità di prove a suo carico. Da allora, il caso della morte di Kim Sung-jae è rimasto irrisolto.
Kim aveva un fratello minore, anch'egli cantante ed attore musicale.